# کورنوس
کورنوس (به لاتین: Kornos, Cyprus) یک روستا در قبرس است که در ناحیه لارناکا واقع شده‌است.

## خصوصیات
کورنوس  ۲٬۰۸۳ نفر جمعیت دارد.